# Диссипативная функция
Диссипати́вная фу́нкция (функция рассеяния) — функция, вводимая для учёта перехода энергии упорядоченного движения в энергию неупорядоченного движения, в конечном счёте — в тепловую (такой переход, например, имеет место при воздействии на механическую систему сил вязкого трения).
Понятие о диссипативной функции введено в механику в 1878 г. Рэлеем, в связи с чем нередко используют развёрнутое её название: диссипативная функция Рэлея.
Диссипативная функция характеризует скорость убывания (рассеяния) механической энергии системы и имеет размерность мощности. Диссипативная функция, делённая на абсолютную температуру, определяет скорость, с которой возрастает энтропия в системе (т. н. производство энтропии).

## Применение понятия
Понятие о диссипативной функции используется при изучении движения диссипативных систем, в частности — для учёта влияния сопротивлений на малые колебания системы около её положения равновесия, для исследования затухания колебаний в упругой среде, для учёта тепловых потерь при затухании колебаний электрического тока в системе контуров и др. С учётом диссипации уравнения Лагранжа записываются в виде
{\displaystyle {\frac {\partial L}{\partial x}}-{\frac {\mathrm {d} }{\mathrm {d} t}}{\frac {\partial L}{\partial {\dot {x}}}}={\frac {\partial F}{\partial {\dot {x}}}},}
где L — функция Лагранжа, {\displaystyle x} и {\displaystyle {\dot {x}}} — обобщённые координаты и их производные по времени, F — диссипативная функция.